# Arquidiócesis de Semarang
La arquidiócesis de Semarang (en latín: Archidioecesis Semarangen(sis) y en indonesio: Keuskupan Agung Semarang) es una circunscripción eclesiástica latina de la Iglesia católica en Indonesia, sede metropolitana de la provincia eclesiástica de Semarang. La arquidiócesis tiene al arzobispo Robertus Rubiyatmoko como su ordinario desde el 18 de marzo de 2017. 

## Territorio y organización

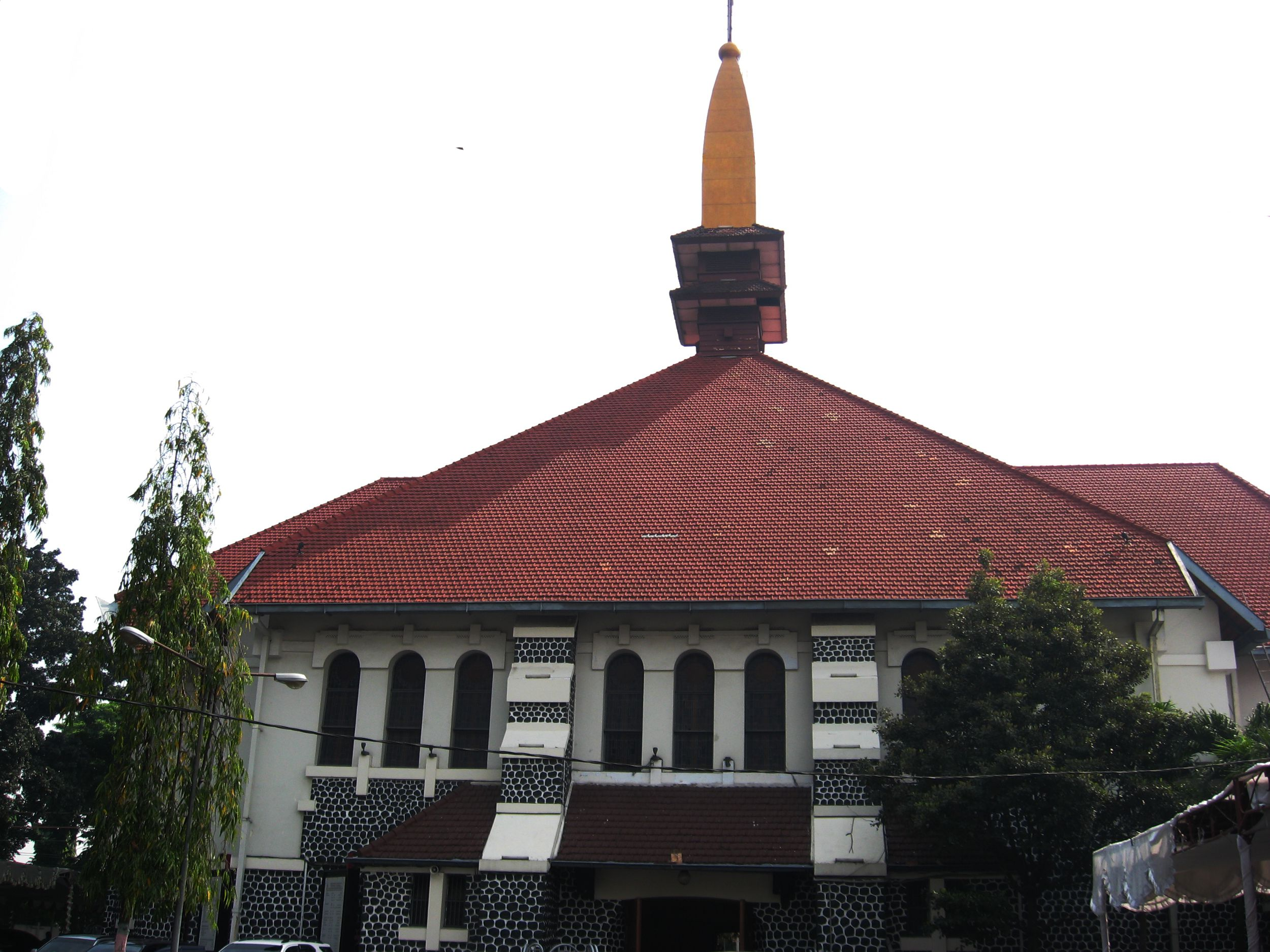
Exterior de la Catedral de Semarang

La arquidiócesis tiene 19 242 km² y extiende su jurisdicción sobre los fieles católicos de rito latino residentes en la provincia de Java Central en las áreas de las antiguas residencias de Semarang, Surakarta, Kedu (excepto las regencias de Purworejo, Wonosobo y Kebumen) y Pati (excepto las regencias de Rembang y Blora), y la provincia de la región especial de Yogyakarta.
La sede de la arquidiócesis se encuentra en la ciudad de Semarang, en donde se halla la Catedral del Santo Rosario.
En 2020 en la arquidiócesis existían 107 parroquias.
La arquidiócesis tiene como sufragáneas a las diócesis de: Malang, Purwokerto y Surabaya.

## Historia
El vicariato apostólico de Semarang fue erigido el 25 de junio de 1940 con la bula Vetus de Batavia del papa Pío XII, obteniendo el territorio del vicariato apostólico de Batavia (hoy arquidiócesis de Yakarta).
El 3 de enero de 1961 el vicariato apostólico fue elevado al rango de arquidiócesis metropolitana con la bula Quod Christus del papa Juan XXIII.

## Estadísticas
De acuerdo al Anuario Pontificio 2021 la arquidiócesis tenía a fines de 2020 un total de 417 224 fieles bautizados.
| Año                                                                             | Población            | Población  | Población      | Sacerdotes | Sacerdotes    | Sacerdotes    | Bautizados por sacerdote | Diáconos permanentes | Religiosos | Religiosos | Parroquias |
| Año                                                                             | Bautizados católicos | Total      | % de católicos | Total      | Clero secular | Clero regular | Bautizados por sacerdote | Diáconos permanentes | Varones    | Mujeres    | Parroquias |
| ------------------------------------------------------------------------------- | -------------------- | ---------- | -------------- | ---------- | ------------- | ------------- | ------------------------ | -------------------- | ---------- | ---------- | ---------- |
| 1950                                                                            | 47 013               | 10 000     | 0.5            | 80         | 15            | 65            | 587                      |                      | 111        | 296        | 23         |
| 1970                                                                            | 203 895              | 14 886 760 | 1.4            | 209        | 42            | 167           | 975                      |                      | 338        | 546        |            |
| 1980                                                                            | 302 094              | 16 790 000 | 1.8            | 226        | 62            | 164           | 1336                     |                      | 492        | 543        |            |
| 1990                                                                            | 423 840              | 28 773 000 | 1.5            | 267        | 76            | 191           | 1587                     |                      | 585        | 915        | 79         |
| 1999                                                                            | 483 494              | 18 762 941 | 2.6            | 313        | 121           | 192           | 1544                     | 1                    | 646        | 1130       | 88         |
| 2000                                                                            | 483 283              | 18 762 941 | 2.6            | 316        | 124           | 192           | 1529                     | 1                    | 596        | 1178       | 88         |
| 2001                                                                            | 488 362              | 19 038 000 | 2.6            | 330        | 133           | 197           | 1479                     |                      | 668        | 1237       | 89         |
| 2002                                                                            | 493 926              | 19 056 082 | 2.6            | 324        | 130           | 194           | 1524                     |                      | 687        | 1214       | 89         |
| 2003                                                                            | 512 959              | 19 056 082 | 2.7            | 338        | 136           | 202           | 1517                     |                      | 667        | 1213       | 85         |
| 2004                                                                            | 503 597              | 19 056 082 | 2.6            | 344        | 142           | 202           | 1463                     |                      | 666        | 1213       | 87         |
| 2010                                                                            | 410 062              | 20 391 000 | 2.0            | 403        | 169           | 234           | 1017                     |                      | 794        | 1238       | 91         |
| 2012                                                                            | 499 200              | 20 812 000 | 2.4            | 383        | 174           | 209           | 1303                     |                      | 737        | 1177       | 98         |
| 2017                                                                            | 391 611              | 22 042 176 | 1.8            | 320        | 174           | 146           | 1223                     |                      | 684        | 1077       | 101        |
| 2020                                                                            | 417 224              | 22 188 909 | 1.9            | 451        | 195           | 256           | 925                      |                      | 1162       | 894        | 107        |
| Fuente: Catholic-Hierarchy, que a su vez toma los datos del Anuario Pontificio. |                      |            |                |            |               |               |                          |                      |            |            |            |

## Episcopologio
- Albert Soegijapranata, S.I. † (1 de agosto de 1940-23 de julio de 1963 falleció)
- Justinus Darmojuwono † (10 de diciembre de 1963-3 de julio de 1981 retirado)
- Julius Riyadi Darmaatmadja, S.I. (19 de febrero de 1983-11 de enero de 1996 nombrado arzobispo de Yakarta)
- Ignatius Suharyo Hardjoatmodjo (21 de abril de 1997-25 de julio de 2009 nombrado arzobispo coadjutor de Yakarta)
- Johannes Maria Trilaksyanta Pujasumarta † (12 de noviembre de 2010-10 de noviembre de 2015 falleció)
- Robertus Rubiyatmoko, desde el 18 de marzo de 2017